# 평등당 (칠레)
평등당(스페인어: Partido Igualdad)는 21세기 사회주의 운동가들을 중심으로 설립된 칠레의 민주사회주의 정당이다. 이들은 국민이 직접 만드는 나라라는 슬로건을 내걸고 제헌의회 선거에 참가했으나 단 한석의 의석도 얻지 못해 부진하였다.